# Grenze zwischen Botswana und Namibia

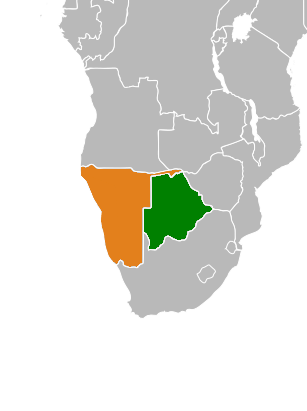
Die Grenze zwischen Botswana (grün) und Namibia (orange)

Die Grenze zwischen der Republik Botswana und der Republik Namibia ist 1544 Kilometer lang und verläuft in einem zusammenhängenden Abschnitt von 24° 44′ 41″ S, 20° 0′ 0″ O im Süden bis 17° 47′ 25″ S, 25° 15′ 40″ O im Nordosten.
Der Grenzverlauf im Süden des Caprivizipfels basiert auf einem bilateralen Abkommen aus dem Jahr 2018. Dieses wurde in seinem Erarbeitungsprozess und wird vor allem seit 2021 kontrovers diskutiert.

## Grenzverlauf
Die Grenze zwischen Botswana und Namibia verläuft von einem Punkt am Nossob im Süden gemäß dem Artikel III des Vertrages zwischen dem Deutschen Reich und dem Vereinigten Königreich über die Kolonien und Helgoland vom 1. Juli 1890 zunächst nordwärts auf 20 Grad östlicher Länge bis zum 22. südlichen Breitengrad (22° 0′ 0″ S, 20° 0′ 0″ O), ehe diese weiter gen Norden auf 21 Grad östlicher Länge (22° 0′ 0″ S, 21° 0′ 0″ O bis
18° 19′ 3″ S, 21° 0′ 0″ O) verläuft. Nach Osten ist der Grenzverlauf in einer annähernd geraden Linie am Caprivizipfel bis zum Erreichen des Linyanti. Die Grenze verläuft dann dem natürlichen Lauf des Flusses (später dann Chobe) entsprechend, bis sie am Ende des Zipfels nahezu ein Vierländereck zwischen Botswana, Namibia, Sambia und Simbabwe bildet.

### Grenzübergänge
Botswana und Namibia haben auf ihrer gemeinsamen Grenze fünf (Stand 2018) Grenzübergänge.

## Galerie

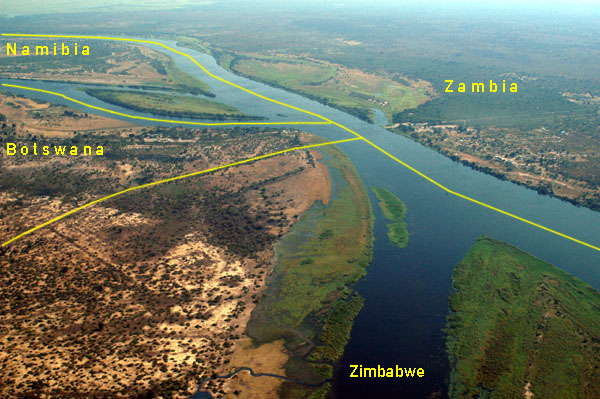
Zusammenkunft von vier Staaten
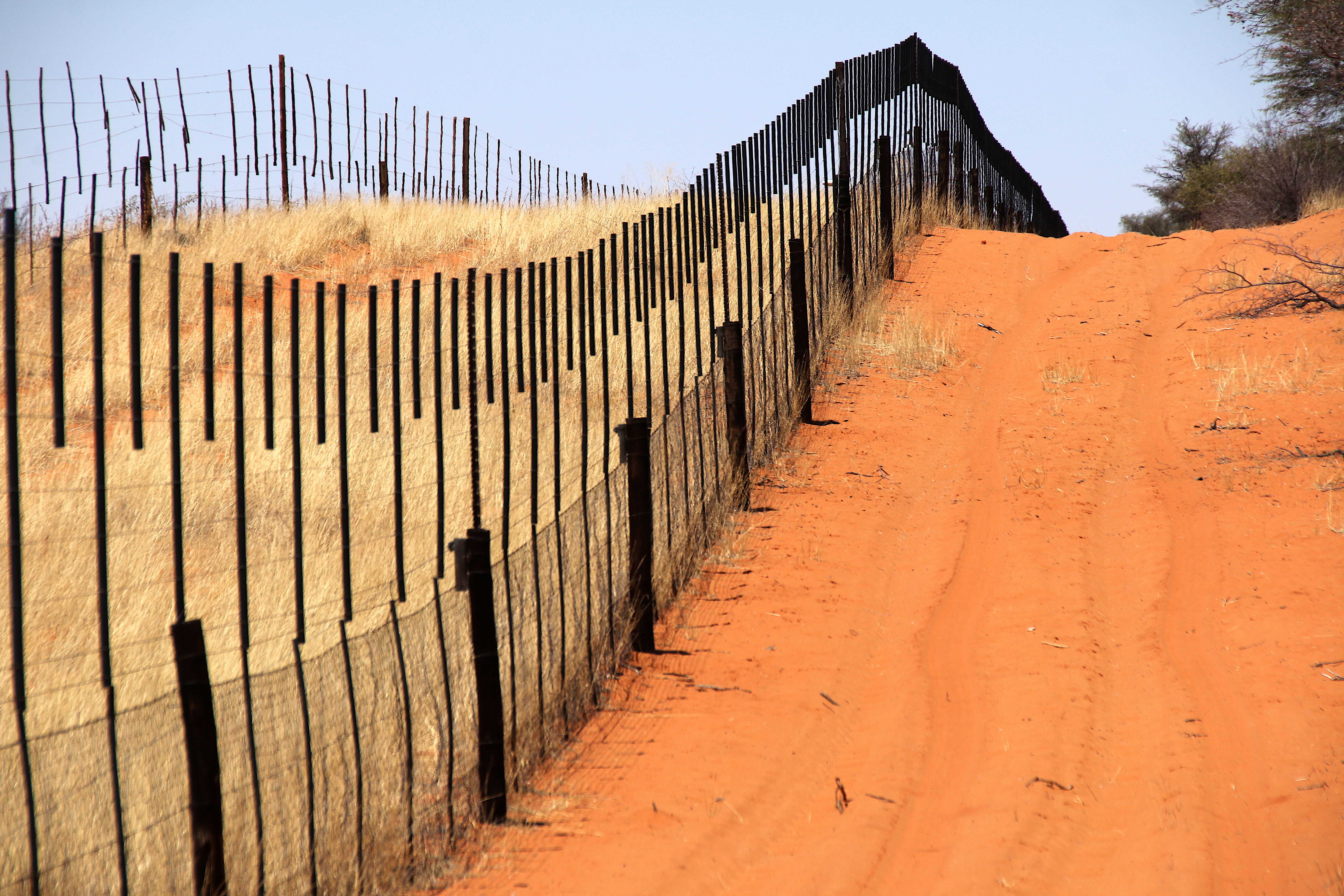
Links der Grenzzaun zwischen Namibia und Botswana Rechts der Farmzaun des angrenzenden namibischen Farmers Blick Richtung Süden (2018)
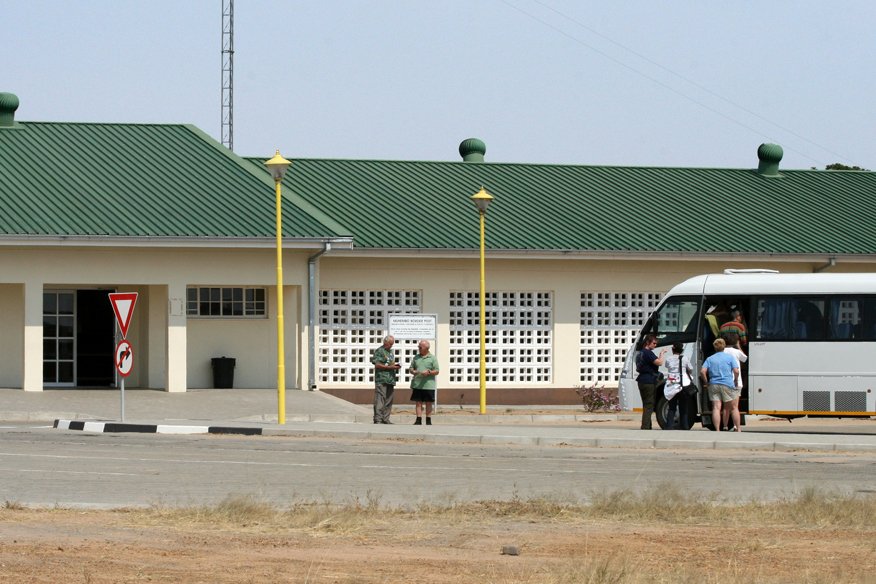
Grenzübergang zwischen Namibia (Muhembo/C48) und Botswana (Shakawe/A35)